# ۲ نوامبر
۲ نوامبر سیصد و ششمین (در سال‌های کبیسه سیصد و هفتمین) روز سال در گاه‌شماری میلادی است. ۵۹ روز تا پایان سال باقی‌است.

## رویدادها
- ۲۰۰۰ - نخستین گروه فضانوردان به ایستگاه فضایی بین‌المللی وارد شدند.[نیازمند منبع]

## زادروزها
- ۱۷۵۵ - ماری آنتوانت، ملکه فرانسه و همسر لویی شانزدهم
- ۱۹۱۷ - صدور بیانیه بالفور در جهت پشتیبانی بریتانیا از تشکیل دولت اسرائیل در فلسطین
- ۱۹۳۸ - پت بیوکنن، روزنامه‌نگار و سیاستمدار اهل ایالات متحده
- ۱۹۶۵ - شاهرخ خان، بازیگر، خواننده، تهیه‌کننده و مجری هندی
- ۱۹۶۶ - دیوید شویمر، بازیگر، تهیه‌کننده و کارگردان اهل ایالات متحده
- ۱۹۷۴ - نلی، خواننده رپ اهل ایالات متحده
- ۲۰۰۰ - آلفونسو دیویس، بازیکن فوتبال اهل کانادا

## درگذشت‌ها
- ۱۹۶۶ - پیتر دبای، فیزیکدان آمریکایی هلندی تبار برنده جایزه نوبل فیزیک
- ۱۹۷۵ - پیر پائولو پازولینی، شاعر، کارگردان و نویسنده ایتالیایی
- ۲۰۱۷ - عفیف البهنسی، تاریخ‌نگار هنر سوری. [۱]

## مناسبت‌ها
- جشن روز مردگان در مکزیک[۲]